# Zalesje (wołost Wiazjewskaja)
Zalesje (ros. Залесье) – wieś (ros. деревня, trb. dieriewnia) w zachodniej Rosji, w wołoscie Wiazjewskaja (osiedle wiejskie) rejonu diedowiczskiego w obwodzie pskowskim.

## Geografia
Miejscowość położona jest w dorzeczu rzeki Szełoń, 1,5 km od centrum administracyjnego osiedla wiejskiego (Pogostiszcze), 5 km od centrum administracyjnego rejonu (Diedowiczi), 96,5 km od stolicy obwodu (Psków).

## Demografia
W 2010 r. miejscowość nie posiadała mieszkańców.